# Ole Sørensen
Ole Sørensen (25 de novembro de 1937 - 15 de setembro de 1996) foi um futebolista dinamarquês, que atuava como meia.

## Carreira
Ole Sørensen fez parte do elenco da Seleção Dinamarquesa de Futebol que disputou a Eurocopa de 1964.

## Ligações Externas
- Perfil em FIFA.com (em inglês)